# Mineola (New York)
Mineola è una località (village) degli Stati Uniti d'America, capoluogo amministrativo della Contea di Nassau, nello Stato di New York. La cittadina fa parte dell'area metropolitana di New York, conta circa 19 000 abitanti e si estende per una superficie di 4,8 km².
Amministrativamente è parte del comune di North Hempstead anche se una porzione meridionale ricade nel comune di Hempstead. Presenta un moderno ed attrezzato centro direzionale.